# Georg Heinrich von Breidenbach zu Breidenstein
Georg Heinrich von Breidenbach zu Breidenstein (* im 17. Jahrhundert; † 10. März 1728 in Hameln) war ein kurbraunschweigischer Generalmajor und Kommandant der Festung Hameln.

## Leben
Georg Heinrich von Breidenbach zu Breidenstein entstammte der älteren Hauptlinie des hessischen Uradelsgeschlechts Breidenbach zu Breidenstein und war ein Sohn des Georg Ludwig von Breidenbach zu Breidenstein (1639–1693) und dessen Ehefrau Anna Dorothea von Fleckenbühl.
Am 25. März 1689 heiratete er Sophia Gertrud von Adelebsen (8. Juni 1674 – 11. Januar 1739). Das Paar hatte  fünf Söhne und  drei Töchter, darunter Ernst Ludwig (1699–1755), Wilhelm Ludwig (1702–1738, Burgmann), Louisa (1704-, Äbtissin im Kloster Mariensee),
Maximilian (1707–1759, Generalmajor), Friedrich Alexander (1709–1747, Burgmann) und Ludwig Carl (1714–1761, Generalleutnant). Eine Tochter und ein Sohn verstarben im frühen Kindesalter.
Er war Burgmann zu Friedberg, trat in die Braunschweigische Armee ein und wurde dort Kommandeur des Dragonerregiments von Breidenbach.
Von 1719 bis zu seinem Tode war er Kommandant der Festung Hameln.